# Irina Kruchinkina
Irina Kruchinkina (en biélorusse : Ірына Кручынкіна), née le 28 mars 1995 à Smolny en Mordovie (république russe), est une biathlète biélorusse d'origine russe.

## Biographie
Elle prend part à sa première compétition internationale avec l'équipe de Russie en 2015 à l'occasion des Championnats du monde junior. Elle court avec l'équipe nationale jusqu'en 2016, où elle obtient un podium en IBU Cup, mais n'est plus sélectionnée après cette saison. Pour la saison 2018-2019, elle rejoint les rangs de l'équipe nationale biélorusse.
Elle fait ses débuts en Coupe du monde en décembre 2018 à Pokljuka. Plus tard dans l'hiver, elle reçoit sa première sélection pour les Championnats du monde à Östersund, où elle est 22e de la poursuite, après une remontée depuis la 50e place au départ. Cet hiver, elle obtient un podium en IBU Cup avec une deuxième place au sprint d'Idre.
Sa sœur jumelle Elena est aussi membre de l'équipe biélorusse de biathlon.
Non qualifiée pour les jeux olympiques de Pékin, elle remporte, début février 2022, le 2e sprint de Nove Mesto. Grâce à un 10/10 au tir dans des conditions venteuses, elle devance l'allemande Janina Hettich et la norvégienne Marthe Kråkstad Johansen.

## Palmarès

### Championnats du monde
| Édition / Épreuve       | Individuel | Sprint | Poursuite | Mass start | Relais | Relais mixte | Relais mixte simple |
| ----------------------- | ---------- | ------ | --------- | ---------- | ------ | ------------ | ------------------- |
| Östersund 2019          | 50e        | 50e    | 22e       | —          | 11e    | —            | —                   |
| Antholz-Anterselva 2020 | 88e        | —      | —         | —          | —      | —            | —                   |
| Pokljuka 2021           | 56e        | —      | —         | —          | —      | —            | —                   |

Légende :
- — : non disputée par Kruchinkina

### Coupe du monde
- Meilleur classement général : 74e en 2019.
- Meilleur résultat individuel : 22e

#### Classements en Coupe du monde
| Saison    | Individuel | Individuel | Sprint | Sprint   | Poursuite | Poursuite | Mass start | Mass start | Général | Général  |
| Saison    | Points     | Position   | Points | Position | Points    | Position  | Points     | Position   | Points  | Position |
| --------- | ---------- | ---------- | ------ | -------- | --------- | --------- | ---------- | ---------- | ------- | -------- |
| 2018-2019 | -          | nc         | 30     | 62e      | 12        | 71e       |            |            | 42      | 74e      |
| 2019-2020 | -          | nc         | -      | nc       | -         | nc        |            |            | -       | nc       |
| 2020-2021 | -          | nc         | -      | nc       |           |           |            |            | -       | nc       |

### IBU Cup
- 2 podiums dont 1 victoire.